# Seilhac
Seilhac é uma comuna francesa na região administrativa da Nova Aquitânia, no departamento de Corrèze. Estende-se por uma área de 25,75 km². Em 2010 a comuna tinha 1 794 habitantes (densidade: 69,7 hab./km²).